# Rifugio Baion
Das Rifugio Baion, auch Bajon geschrieben vollständiger Name Rifugio Baion – Elio Boni, (deutsch Baion-Hütte) ist eine Schutzhütte der Sektion Domegge di Cadore des italienischen Alpenvereins CAI in der Marmarolegruppe in der Provinz Belluno. Die in der Regel von Juni bis Ende Oktober geöffnete Hütte verfügt über 24 Schlafplätze und einen Winterraum mit 10 Schlafplätzen.

## Lage

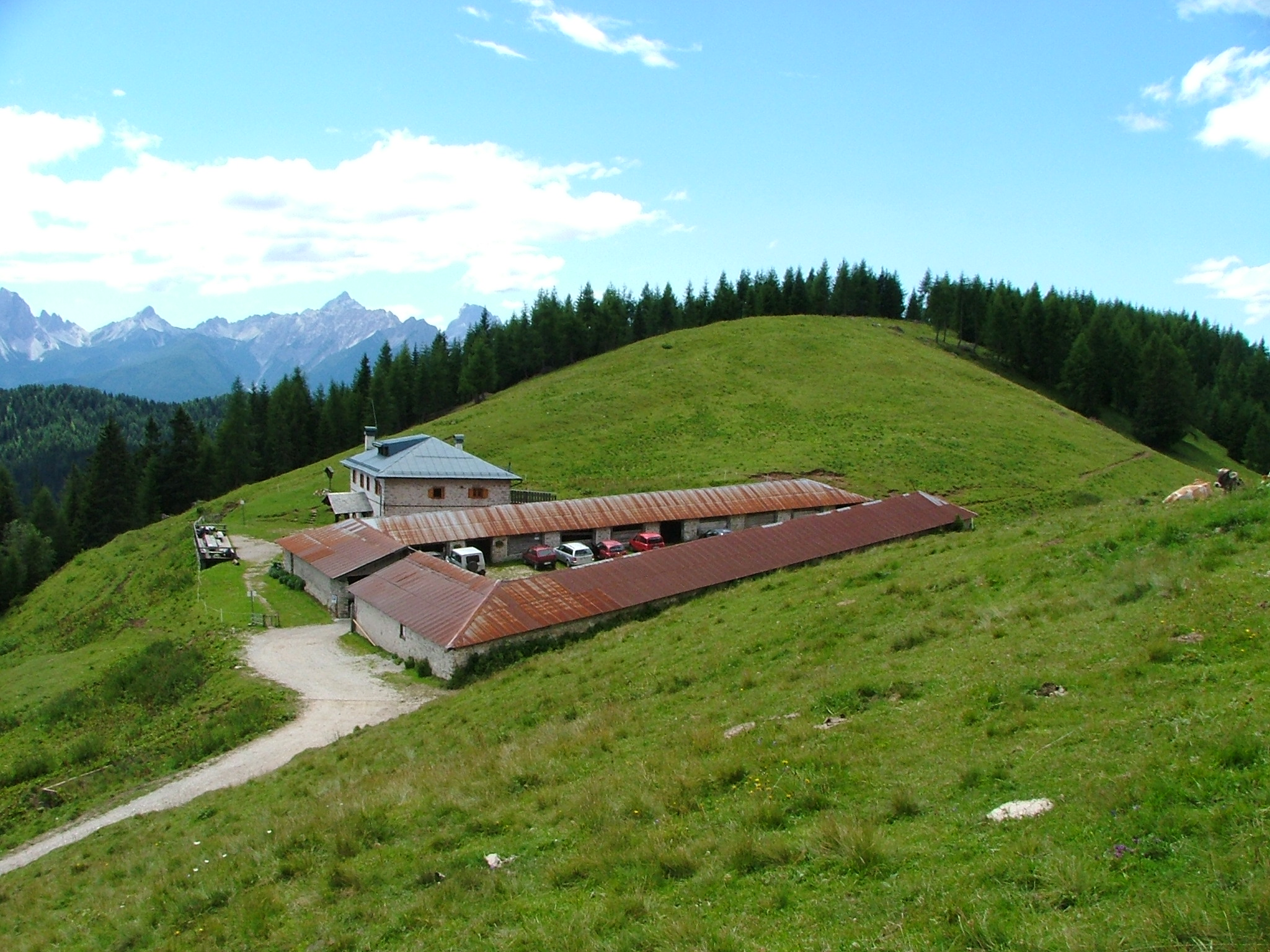
Das Rifugio, Zugangsstraße und ehemalige Stallungen

Die Hütte liegt im Gemeindegebiet von Domegge di Cadore in den Cadorischen Dolomiten auf den weiten Almflächen des Col de San Pietro auf 1826 m s.l.m. Überragt wird der Col de San Pietro nordwestlich vom Monte Ciastelin (2570 m), der im östlichen Bereich der Marmarolegruppe liegt. Das Rifugio Baion ist über eine vor dem Ersten Weltkrieg von den italienischen Genietruppen  errichtete Straße von Lozzo di Cadore aus erreichbar, die unter anderem als Armierungsstraße für das Sperrwerk Forte Col Vidal der Sperrgruppe Cadore diente. An der Schutzhütte führt der Dolomiten-Höhenweg Nr. 5 vorbei.

## Geschichte
Das Rifugio Baion wurde in einer ehemaligen Alm 1971 eröffnet. Die von der CAI Sektion Domegge di Cadore umgebaute Sennalm wurde zwischen 1892 und 1893 errichtet und bis 1962 bewirtschaftet. Neben dem als Rifugio dienenden ehemaligen Wirtschaftsgebäude sind auch noch die Stallungen erhalten. Das Rifugio Baion wurde 1990 modernisiert und ist dem ehemaligen Alpinisten und Bürgermeister von Domegge di Cadore Elio Boni gewidmet.

## Zugänge
- Von Domegge di Cadore-Deppo, 890 m ⊙ auf Weg 265, 264 in 3 Stunden 45 Minuten
- Von Domegge di Cadore-Grea, 910 m ⊙ auf Weg 262 in 4 Stunden
- Vom Val Vedessana-La Stua, 1125 m ⊙ auf Weg 248, 264 in 2 Stunden 15 Minuten
- Von Auronzo di Cadore-Val Da Rin, 1140 m ⊙ auf Weg 270, 262 in 4 ½ bis 5 Stunden
- Von Lozzo di Cadore-San Rocco, 810 m ⊙ auf Weg 266, 265, 264 in 3 Stunden 45 Minuten

## Übergänge und Nachbarhütten
- Zum Rifugio Ciaréido, 1969 m ⊙ auf Weg 272 in 40 Minuten
- Zum Rifugio Chiggiato, 1911 m ⊙ auf Weg 262, 260 in 2 Stunden 15 Minuten